# Novomlýnská nádrž
Novomlýnská nádrž (též Vodní nádrž Nové Mlýny III nebo Dolní nádrž) je údolní nádrž na řece Dyji v okrese Břeclav na jižní Moravě. Je závěrečná ze tří na sebe navazujících nádrží vodního díla Nové Mlýny, které bylo vybudováno v letech 1975–1988. S rozlohou 16,7 km² jde o třetí největší přehradní nádrž a zároveň o třetí největší vodní plochu na území České republiky. 

## Hráz
Sypaná zemní hráz je vysoká 9,8 m, dlouhá přes 4600 m a v koruně široká 5 m.

## Vodní režim
Nádrží protéká Dyje.

## Využití
Využívá se k zavlažování, protipovodňové ochraně, k chovu ryb a také k rekreaci. V hrázi se nachází Malá vodní elektrárna Nové Mlýny.